# VM i skiskydning 2015
Det 47. VM i skiskydning blev afholdt i Kontiolahti, Finland fra 3. til 15. marts 2015.
Der afholdtes 11 konkurrencer: sprint, jagt, individuel, fællesstart og stafet for mænd og kvinder, samt en mix-stafet. Alle konkurrencerne under dette mesterskab vil også tælle med i world cup-sæsonen.

## Tidsplan
Alle tider er lokale tider (UTC+2).
| Dato      | Tid   | Konkurrence                      |
| --------- | ----- | -------------------------------- |
| 5. marts  | 18:15 | 2 × 6 km + 2 × 7.5 km mix-stafet |
| 7. marts  | 14:00 | Mændenes 10 km sprint            |
| 7. marts  | 17:30 | Kvindernes 7.5 km sprint         |
| 8. marts  | 14:15 | Mændenes 12.5 km jagstart        |
| 8. marts  | 17:00 | Kvindernes 10 km jagtstart       |
| 11. marts | 18:15 | Kvindernes 15 km individuelle    |
| 12. marts | 18:15 | Mændenes 20 km individuelle      |
| 13. marts | 18:15 | Kvindernes 4 × 6 km stafet       |
| 14. marts | 17:30 | Mændenes 4 × 7.5 km stafet       |
| 15. marts | 14:30 | Kvindernes 12.5 km fællesstart   |
| 15. marts | 17:15 | Mændenes 15 km fællesstart       |

## Medaljeoverblik

### Mænd
| 20 km individual detaljer | Martin Fourcade · FRA                                          | 47:29.4 (0+1+0+0) | Emil Hegle Svendsen · NOR                                                           | 47:50.3 (0+0+0+0) | Ondřej Moravec · CZE                                                                     | 48:09.9 (0+1+0+0) |
| 10 km sprint detaljer     | Johannes Thingnes Bø · NOR                                     | 24:12.8 (0+1)     | Nathan Smith · CAN                                                                  | 24:24.9 (0+1)     | Tarjei Bø · NOR                                                                          | 24:38.1 (0+0)     |
| 12.5 km pursuit detaljer  | Erik Lesser · GER                                              | 30:47.9 (0+0+0+0) | Anton Shipulin · RUS                                                                | 31:04.9 (0+1+0+0) | Tarjei Bø · NOR                                                                          | 31:06.6 (0+0+1+0) |
| 15 km mass start detaljer | Jakov Fak · SVN                                                | 36:24.9 (0+0+1+0) | Ondřej Moravec · CZE                                                                | 36:25.9 (1+0+0+0) | Tarjei Bø · NOR                                                                          | 36:28.6 (0+0+1+0) |
| 4 × 7.5 km relay detaljer | GER · Erik Lesser · Daniel Böhm · Arnd Peiffer · Simon Schempp | 1:13:49.5         | NOR · Ole Einar Bjørndalen · Tarjei Bø · Johannes Thingnes Bø · Emil Hegle Svendsen | 1:14:04.9         | FRA · Simon Fourcade · Jean-Guillaume Béatrix · Quentin Fillon Maillet · Martin Fourcade | 1:14:23.1         |

### Kvinder
| 15 km individuel detaljer   | Ekaterina Yurlova · RUS                                                       | 41:32.2 (0+0+0+0) | Gabriela Soukalová · CZE                                                       | 41:55.4 (0+0+0+1) | Kaisa Mäkäräinen · FIN                                                   | 41:56.6 (0+1+1+0) |
| 7.5 km sprint detaljer      | Marie Dorin Habert · FRA                                                      | 22:16.8 (0+1)     | Weronika Nowakowska-Ziemniak · POL                                             | 22:26.4 (0+0)     | Valj Semerenko · UKR                                                     | 22:36.5 (0+1)     |
| 10 km jagtstart detaljer    | Marie Dorin Habert · FRA                                                      | 30:07.7 (0+0+2+1) | Laura Dahlmeier · GER                                                          | 30:23.0 (1+0+0+1) | Weronika Nowakowska-Ziemniak · POL                                       | 30:39.3 (0+1+2+0) |
| 12.5 km massestart detaljer | Valj Semerenko · UKR                                                          | 34:32.9 (0+0+0+0) | Franziska Preuß · GER ·                                                        | 34:39.1 (0+0+0+1) | Karin Oberhofer · ITA ·                                                  | 34:45.5 (1+1+0+0) |
| 4 × 6 km stafet detaljer    | GER · Franziska Hildebrand · Franziska Preuß · Vanessa Hinz · Laura Dahlmeier | 1:11:54.6         | FRA · Anaïs Bescond · Enora Latuillière · Justine Braisaz · Marie Dorin Habert | 1:12:54.9         | ITA · Lisa Vittozzi · Karin Oberhofer · Nicole Gontier · Dorothea Wierer | 1:13:00.7         |

### Mix
| Event                                                                                     | Guld | Guld | Sølv | Sølv | Bronze | Bronze |
| ----------------------------------------------------------------------------------------- | ---- | ---- | ---- | ---- | ------ | ------ |
| 2 × 6 km + 2 × 7.5 km mixed relay · Uddybende artikel: VM i skiskydning 2015 – Mix-stafet |      |      |      |      |        |        |